# Phillip Poole

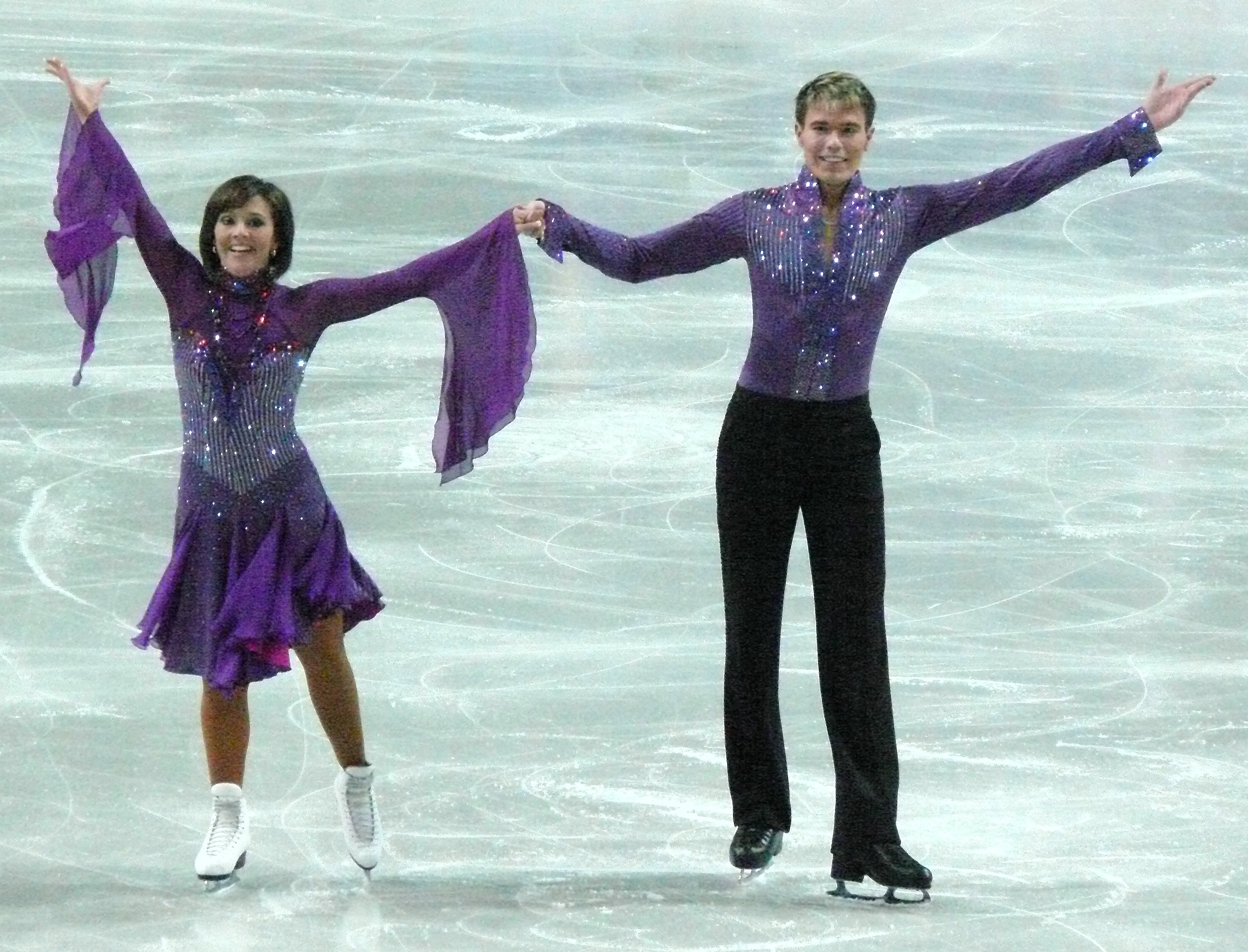
Phillipa Towler-Green en Phillip Poole op het EK van 2007

Phillip Poole (Windsor, 24 juni 1981) is een Britse (Engels) kunstschaatser.
Poole is actief in het ijsdansen en zijn vaste sportpartner is Phillipa Towler-Green. Zij worden gecoacht door Phillipa's moeder Diane Towler. Voorheen reed hij onder andere met Holly Hambrook en Charlotte Clements. Towler-Green en Poole schaatsen sinds 2004 met elkaar.

## Persoonlijke records
| records                | punten | datum      | toernooi              |
| ---------------------- | ------ | ---------- | --------------------- |
| Hoogste totaalscore    | 136.67 | 04-09-2004 | Nebelhorn Trophy 2004 |
| Hoogste verplichte kür | 27.14  | 02-09-2004 | Nebelhorn Trophy 2004 |
| Hoogste originele kür  | 43.70  | 26-03-2009 | WK 2009               |
| Hoogste vrije kür      | 68.56  | 25-01-2008 | EK 2008               |

## Belangrijke resultaten
In 2002 en 2003 met Charlotte Clements. Vanaf 2004 met Phillipa Towler-Green.
| Kampioenschap           | 2002 | 2003  | 2004 | 2005  | 2006   | 2007   | 2008   | 2009   |
| ----------------------- | ---- | ----- | ---- | ----- | ------ | ------ | ------ | ------ |
| Wereldkampioenschap     |      |       |      |       |        |        |        | 23e    |
| Europees Kampioenschap  |      |       |      |       | 20e    | 23e    | 18e    |        |
| Nationaal Kampioenschap | 5e   | Brons | 4e   | Brons | Zilver | Zilver | Zilver | Zilver |